# Shadow Racing Cars
La Shadow Racing Cars è stato un team statunitense di Formula 1 che ha corso dal 1973 al 1980. Ha vinto il Gran Premio d'Austria nel 1977 con Alan Jones. È stata fondata dallo statunitense Don Nichols, ex agente della CIA in Estremo Oriente.
Le prime apparizioni della scuderia avvengono nel campionato Can-Am con pilota Jackie Oliver, che ottiene subito un secondo posto in una gara disputata a Mosport. Secondo posto ottenuto anche in due altre gare della stagione 1971. Il 1972 è meno foriero di buoni risultati mentre nel 1973 la Shadow conquisterà altri due podi sempre nella Can Am.
Nel 1973 entra in Formula 1 schierando accanto a Oliver un altro pilota di vetture sport, George Follmer. Nella prima stagione la scuderia americana conquisterà due terzi posti con Follmer in Spagna e Oliver in Canada.
Una vettura è anche schierata dal team Embassy-Hill di Graham Hill con lui stesso alla guida.
Nel 1974 Oliver fa suo il titolo CanAm conquistando 4 vittorie mentre la vettura di formula 1 viene affidata a Jean-Pierre Jarier e Peter Revson. Il veloce pilota statunitense morirà nel corso di una sessione di prove in marzo a Kyalami e durante il resto del campionato sarà sostituito da Brian Redman, e poi da Tom Pryce. Anche in questa stagione verrà conquistato un podio, con Jarier a Monaco.
Dal 1975 la Shadow inizia a ottenere risultati meno sporadici grazie al modello DN5. Jarier conquista la pole all'esordio in Brasile e Pryce vince la Race of Champions. Nel corso dell'anno saranno altre due le pole, condite da un terzo posto (Pryce in Austria).
Nel 1976 l'abbandono dello sponsor UOP renderà più difficile alla Shadow essere competitiva, nonostante questo Tom Pryce conquisterà il podio e due volte il quarto posto.
L'anno seguente Pryce troverà la morte durante il Gran Premio del Sud Africa mentre il suo sostituto Alan Jones porterà alla Shadow la sua prima e unica vittoria in Formula 1. 

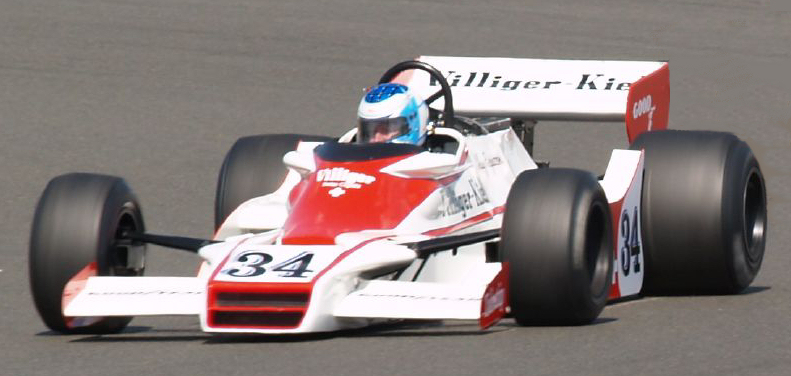
La DN9 che fu al centro di una controversia giudiziaria con l'Arrows

Nel 1978, Jackie Oliver, Tony Southgate e Alan Rees lasciano la Shadow per fondare la scuderia Arrows. Southgate sarà sospettato da Nichols, suo ex datore di lavoro alla Shadow, di aver copiato la Shadow DN9 per concepire la prima Arrows. Un tribunale darà ragione a Nichols e bloccherà la Arrows. Questo però non arresta il declino della scuderia statunitense che nella stagione farà segnare solo 6 punti. Nel 1979 solo il quarto posto ottenuto all'ultima gara da Elio De Angelis consentirà alla Shadow di segnare punti nel mondiale. Nel 1980, Shadow correrà solo a Kyalami. Il team era stato ceduto nel frattempo a Teddy Yip, che dopo averlo ribattezzato "Shadow Theodore", dopo le numerose non qualificazioni ritirerà il team dopo il Gran premio di Francia per ripresentarsi nel 1981 come Theodore Racing, con una vettura progettata nuovamente da Tony Southgate.
Nel settembre 2017 il marchio Shadow viene rilevato dall'imprenditore italiano Bernardo Manfrè.
Nel luglio 2020 viene annunciato alla stampa il programma di rilancio del marchio Shadow, attraverso una serie di iniziative che spaziano dall'automotive al lusso. 

## Vetture
- Shadow DN1
- Shadow DN3
- Shadow DN5
- Shadow DN7
- Shadow DN8
- Shadow DN9
- Shadow DN10
- Shadow DN11
- Shadow DN12

## Principali piloti
- Alan Jones (1977): 14 GP, 1 vittoria
- Jean-Pierre Jarier (1974-1977): 45 GP
- Tom Pryce (1974-1977): 41 GP
- Elio De Angelis (1979): 14 GP
- Hans-Joachim Stuck (1978): 13 GP
- Jackie Oliver (1973, 1977): 13 GP
- Graham Hill (1973): 12 GP
- Jan Lammers (1979): 12 GP
- George Follmer (1973): 11 GP
- Clay Regazzoni (1978): 11 GP